# کاهو (دوره)
کاهو (به ژاپنی: 嘉保 Kahō) نام یک عصر تاریخی ژاپنی (نِنگُو) بود. این عصر بعد از کانجی (دوره) و قبل از ایچو قرار داشت و از دسامبر ۱۰۹۴ تا دسامبر ۱۰۹۶ میلادی به طول انجامید. در طی این عصر امپراتور هوریکاوا، امپراتور ژاپن بود.